# Rick Warden
Rick Warden (29 settembre 1971) è un attore cinematografico e attore teatrale britannico.

## Biografia
Si è diplomato presso il Dr Challoner's Grammar School e ha ricevuto il Baccelliere delle Arti in storia presso il Churchill College nel 1994. Il 1º maggio 2004 ha sposato l'attrice Lucy Barker, da cui ha avuto una figlia, Jemima.

## Carriera
Nella cinematografia è noto soprattutto per aver interpretato il tenente Harry Welsh nella serie tv del 2001 Band of Brothers - Fratelli al fronte e il soldato Tony Benotti nel film per la televisione del 1999 Bravo Two Zero.

## Filmografia parziale

### Cinema
- Doomsday - Il giorno del giudizio, regia di Neil Marshall (2008)
- Mr. Right, regia di David Morris e Jacqui Morris (2009)
- Twist, regia di Martin Owen (2021)
- Assassinio sul Nilo (Death on the Nile), regia di Kenneth Branagh (2022)

### Televisione
- Bravo Two Zero, regia di Tom Clegg – film TV (1999)
- Band of Brothers - Fratelli al fronte (Band of Brothers) - miniserie TV, 8 puntate (2001)
- Roma (Rome) – serie TV, 5 episodi (2005-2007)
- Apparitions – miniserie TV, 6 puntate (2008)
- Happy Valley – serie TV, 14 episodi (2014-2023)
- Indian Summers – serie TV, 20 episodi (2015-2016)
- Fearless – serie TV, 5 episodi (2017)
- Casualty – serie TV, 11 episodi (2019-2021)
- Una spia tra noi - Un amico leale fedele al nemico (A Spy Among Friends) – miniserie TV, 3 puntate (2022)
- The Sixth Commandment – miniserie TV (2023)

## Doppiatori italiani
Nelle versioni in italiano delle opere in cui ha recitato, Rick Warden è stato doppiato da:
- Antonio Sanna in Band of Brothers - Fratelli al fronte
- Vladimiro Conti in Doomsday - Il giorno del giudizio
- Giorgio Borghetti in Roma
- Roberto Certomà in Happy Valley (st. 1-2)
- Edoardo Stoppacciaro in Happy Valley (st. 3)